# George Follmer
 George Follmer  va ser un pilot de curses automobilístiques estatunidenc que va arribar a disputar curses de Fórmula 1.
Va néixer el 27 de gener del 1934 a Phoenix, Arizona, Estats Units.

## A la F1

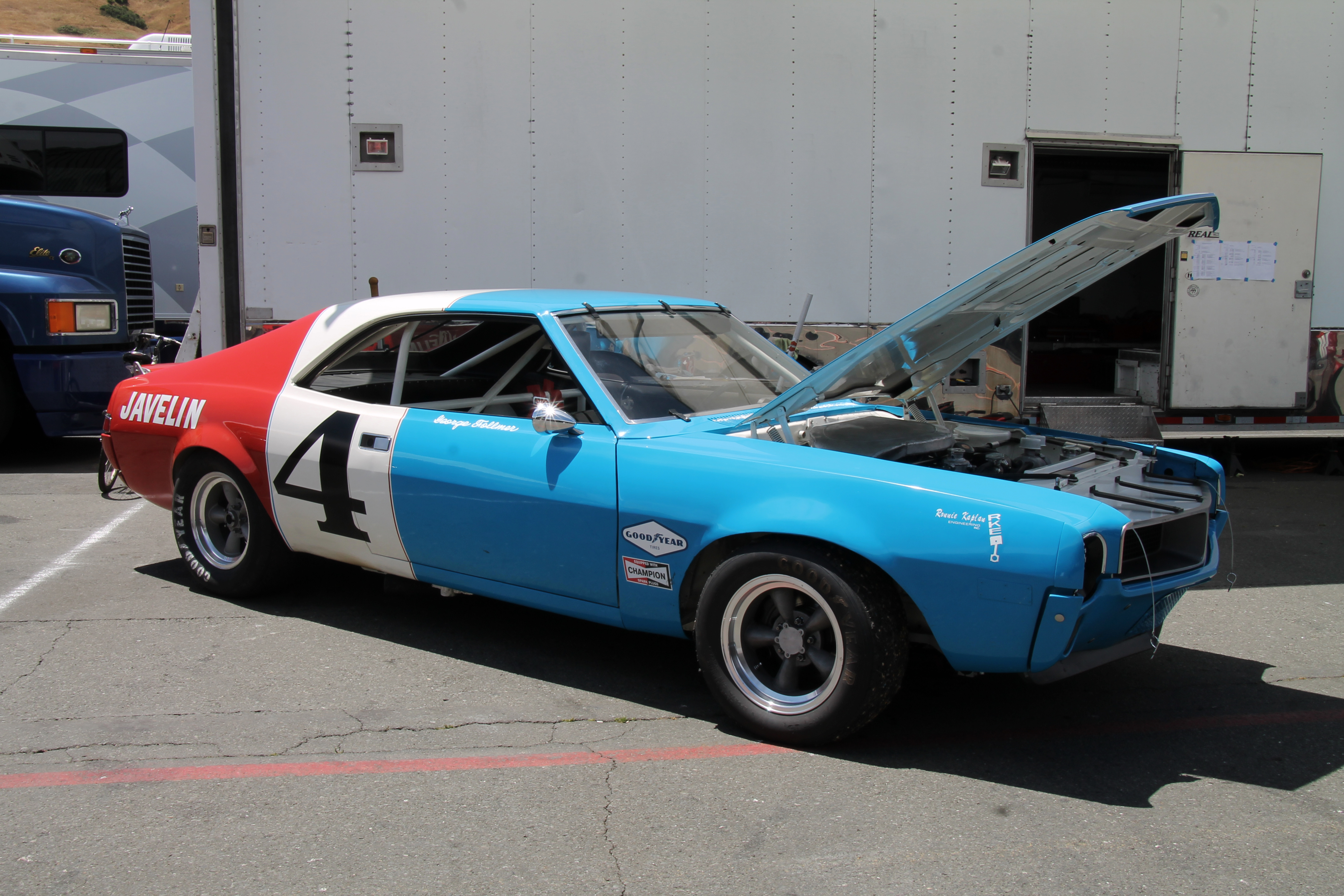
Follmer's 1968 AMC Javelin

George Follmer va debutar a la tercera cursa de la temporada 1973 (la 24a temporada de la història) del campionat del món de la Fórmula 1, disputant el 3 de març del 1973 el GP de Sud-àfrica al circuit de Kyalami.
Va participar en un total de tretze curses puntuables pel campionat de la F1, totes dins la temporada 1973 aconseguint un tercer lloc com a millor classificació en una cursa i assolí cinc punts pel campionat del món de pilots.

## Resultats a la Fórmula 1
| Any  | Equip  | Xassís | Motor | 1   | 2   | 3     | 4     | 5       | 6       | 7      | 8       | 9       | 10     | 11      | 12      | 13     | 14     | 15     | Posició | Punts |
| ---- | ------ | ------ | ----- | --- | --- | ----- | ----- | ------- | ------- | ------ | ------- | ------- | ------ | ------- | ------- | ------ | ------ | ------ | ------- | ----- |
| 1973 | Shadow | Shadow | Ford  | ARG | BRA | SUD 6 | ESP 3 | BEL Ret | MON NVS | SUE 14 | FRA Ret | GBR Ret | HOL 10 | ALE Ret | AUT Ret | ITA 10 | CAN 17 | USA 14 | 13è     | 5     |

### Resum
| Curses: | Victòries: | Pòdiums: | Poles: | Voltes ràpides: | Punts: |
| ------- | ---------- | -------- | ------ | --------------- | ------ |
| 13      | 0          | 1        | 0      | 0               | 5      |